# Catedral del Santísimo Sacramento (Altoona)
La catedral del Santísimo Sacramento de Altoona (en inglés: Cathedral of the Blessed Sacrament) es una catedral de la Iglesia católica. Está ubicada One Cathedral Square en Altoona, Pensilvania.  Está dentro de los límites del Distrito Histórico del Centro de Altoona, agregado al Registro Nacional de Lugares Históricos en 1992.
Es la catedral de la diócesis de Altoona-Johnstown y la sede del obispo, Mark Leonard Bartchak. La catedral fue construida entre el 17 de septiembre de 1924 y el 13 de noviembre de 1960. La arquitectura de la catedral es barroca con un domo influenciado en neoclasicismo. El arquitecto fue George I Lovatt Sr. de Filadelfia, el mismo que diseño la catedral de la diócesis de Harrisburg, Pensilvania.